# 水母娘娘
水母娘娘（又称为晋祠圣母）是中国配水业及船运业所供奉的祖师神。民间多以江河水源之神称为水母或水母娘娘，如山西太原晋祠难老泉和山西宁武汾水源等。

## 传说

### 淮水女神
民间小说戏曲中有泗州大圣降伏水母的故事，其水母则为水神。但也有不同的说法，相传水母娘娘乃淮水女神，居于安徽泗州。她曾幻化为人形，出入市坊里巷，并将一白面书生摄入水府，强逼成婚，因被書生所拒，所以水母在一气之下水淹泗州城。后来水母被观音菩萨降伏，发誓从此不再危害百姓。随后她成为了护佑渔民的神祇，被船运业尊奉为他们的保护神。

### 晉祠聖母
传说水母娘娘原本是一名姓柳的女子，后来嫁到山西晋祠村做童养媳，终日受到婆婆的虐待。一位仙人同情她的遭遇，赠予她一根马鞭，只要将马鞭放在水缸裏，缸裏便立即盛满了水。仙人还嘱咐她不可将马鞭从水裏拿出，否则会导致洪水泛滥。有一天，柳氏的婆婆发现了这个秘密，因此不听劝告，将马鞭提出水缸，瞬间大水汹涌而出，眼看要将整个村子淹没。情急之下，柳氏坐在缸上，终使水势缓减，她也因此犧牲了生命。人民为了纪念她，还为她修建了晋祠，将其像供于祠中，称其为水母娘娘或晋祠圣母。这个说法来源自《古今圖書集成》。《民间文学·水母娘娘》1958年8月一文中也叙述了大略相同的故事，圣母名为春英，为山西晋祠村童养媳，当水漫过缸外，流泛村中时，春英急取草垫往水头上镇压，并身坐于垫上，水势才得以减缓，下成清泉。人民因此为其立祠，将她的神像塑为盘腿坐草垫、一手抿鬓边髮、一手持梳呈梳头之状，称为“水母娘娘”。

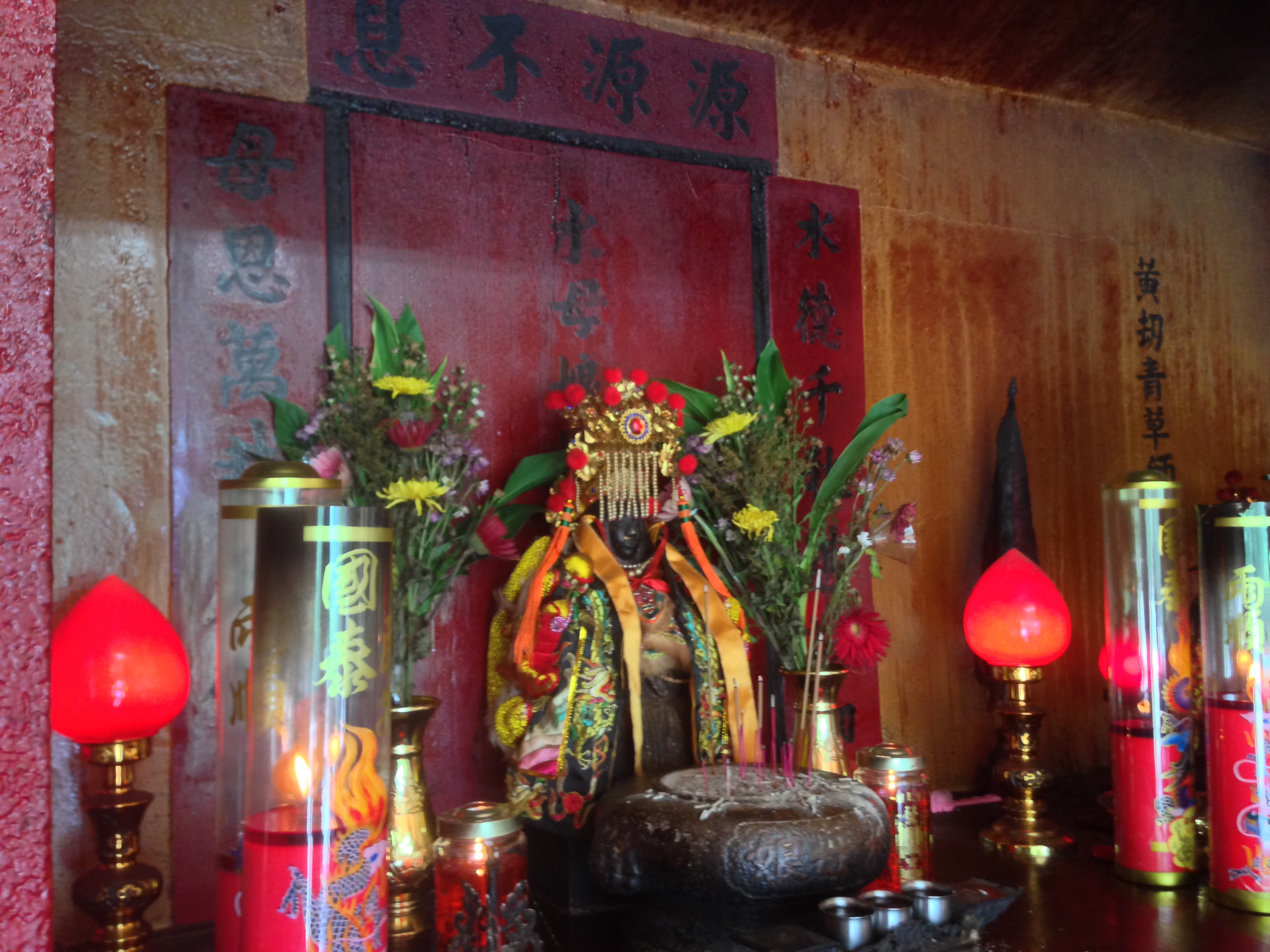
臺灣新竹縣關西鎮水母娘娘廟神像

## 形象
古代大多文人都把水母娘娘描述成水怪的模样。宋·曾慥《类说》卷三引《王氏神仙传》：王玄之夜见一道士，随之行，入西江水底，月光中不见泥沙，水随步自开，路旁一物，如龙又如蛇，长十丈许。道士曰：“此乃水母也。见者长生。”
南宋·陈葆光《三洞群仙录》卷六引《晋逸史》则云：赵元芝一日出行，遇一道士，引入水中，见一物如蛇，有五光之色。道士曰：“此谓之水母，见者神仙。”
明代·徐应秋《玉芝堂谈荟》卷二四“水脉水母”条引陶弘景《冥通记》：仙人周子良见天西北有物，长数十丈，青赤色，首尾等大，状似虹霓。张理禁（又叫张玄宾，司水雨之官）言：“名玄霞之兽，或呼水母，九六之灾显矣。”